# マリア・フォン・エスターライヒ
マリア・フォン・エスターライヒ（Maria von Österreich, 1505年9月17日 - 1558年10月17日）は、ハプスブルク家のフィリップ美公とカスティーリャ女王フアナの三女。ハンガリーとボヘミアの王ラヨシュ2世の王妃。
ハプスブルク、オーストリア、ハンガリー、カスティーリャ、ブルゴーニュなど様々な家名や国名を名前に付して呼ばれる。ドイツ語ではそれぞれフォン・ハプスブルク（von Habsburg）、フォン・エスターライヒ（von Österreich）、フォン・ウンガルン（von Ungarn）、フォン・カスティーリエン（von Kastilien）、フォン・ブルグント（von Burgund）となる。何語で呼ぶべき人物かということにも関わるが、本文中では省略する。

## 生涯
兄に神聖ローマ皇帝カール5世（およびスペイン王カルロス1世）、フェルディナント1世（ハンガリーとボヘミアの王位を継ぐ）、姉にレオノール（ポルトガル王妃、のちフランス王妃）、イサベル（デンマーク王妃）、妹にカタリナ（ポルトガル王妃）がいる。ブリュッセルで生まれ、兄姉たちとともにフランドルで父方の叔母マルグリットに育てられた。
1522年、1歳下ながらすでにハンガリーとボヘミアの王位に就いていたラヨシュ2世とブダ（現在のブダペストの一部）で結婚した。前年の1521年には兄フェルディナント大公とラヨシュの姉アンナが結婚していたが、この二重結婚（ウィーン二重結婚）は1515年にハプスブルク家とヤギェウォ家の間で取り決められたものであった。
1526年、モハーチの戦いでハンガリー軍を率いていたラヨシュ2世が戦死した。王妃マリアとの間に子はなかったため、ボヘミアとハンガリー王の王位はラヨシュの義兄であるフェルディナント大公が継承した。以後、両王国（王領ハンガリーとボヘミア王冠領）はハプスブルク家の所領となり、ハプスブルク帝国成立の端緒となった。ラヨシュの死後、マリアは再婚せず、兄カールの命により、叔母マルグリットの後任としてネーデルラント17州の総督を務めた。

## 系譜
| マリア | 父: フィリップ美公 (カスティーリャ王フェリペ1世) | 祖父: マクシミリアン1世 (神聖ローマ皇帝)                               | 曽祖父: フリードリヒ3世 (神聖ローマ皇帝)               |
| マリア | 父: フィリップ美公 (カスティーリャ王フェリペ1世) | 祖父: マクシミリアン1世 (神聖ローマ皇帝)                               | 曽祖母: エレオノーレ (ポルトガル王女)[1]               |
| マリア | 父: フィリップ美公 (カスティーリャ王フェリペ1世) | 祖母: マリー (ブルゴーニュ女公)                                        | 曽祖父: シャルル (ブルゴーニュ公) （突進公/豪胆公）[2] |
| マリア | 父: フィリップ美公 (カスティーリャ王フェリペ1世) | 祖母: マリー (ブルゴーニュ女公)                                        | 曽祖母: イザベル・ド・ブルボン                         |
| マリア | 母: フアナ (カスティーリャ女王)                  | 祖父: フェルナンド2世 (アラゴン王) （カスティーリャ王フェルナンド5世） | 曽祖父: フアン2世 (アラゴン王)                         |
| マリア | 母: フアナ (カスティーリャ女王)                  | 祖父: フェルナンド2世 (アラゴン王) （カスティーリャ王フェルナンド5世） | 曽祖母: フアナ・エンリケス                             |
| マリア | 母: フアナ (カスティーリャ女王)                  | 祖母: イサベル1世 (カスティーリャ女王)                                 | 曽祖父: フアン2世 (カスティーリャ王)                   |
| マリア | 母: フアナ (カスティーリャ女王)                  | 祖母: イサベル1世 (カスティーリャ女王)                                 | 曽祖母: イサベル (ポルトガル王女)[3]                   |

[1]の父はポルトガル王ドゥアルテ1世。ジョアン1世の子で、弟にエンリケ航海王子や[3]の父ジョアン、妹に[2]の母イザベルがいる。よって、[1]と[2]と[3]は、共にジョアン1世を祖父とするいとこ同士となる。